# Karma-kagyu
Pour les articles homonymes, voir Rosaire (homonymie).
Karma-kagyu (tibétain : ཀརྨ་བཀའ་བརྒྱུད, Wylie : karma bka'-brgyud), ou Kamtsang-kagyu, est une des plus importantes branches de l'école kagyu du bouddhisme tibétain et la mieux implantée en dehors des régions himalayennes, avec à sa tête le Karmapa.

## Lignée du Rosaire d'Or

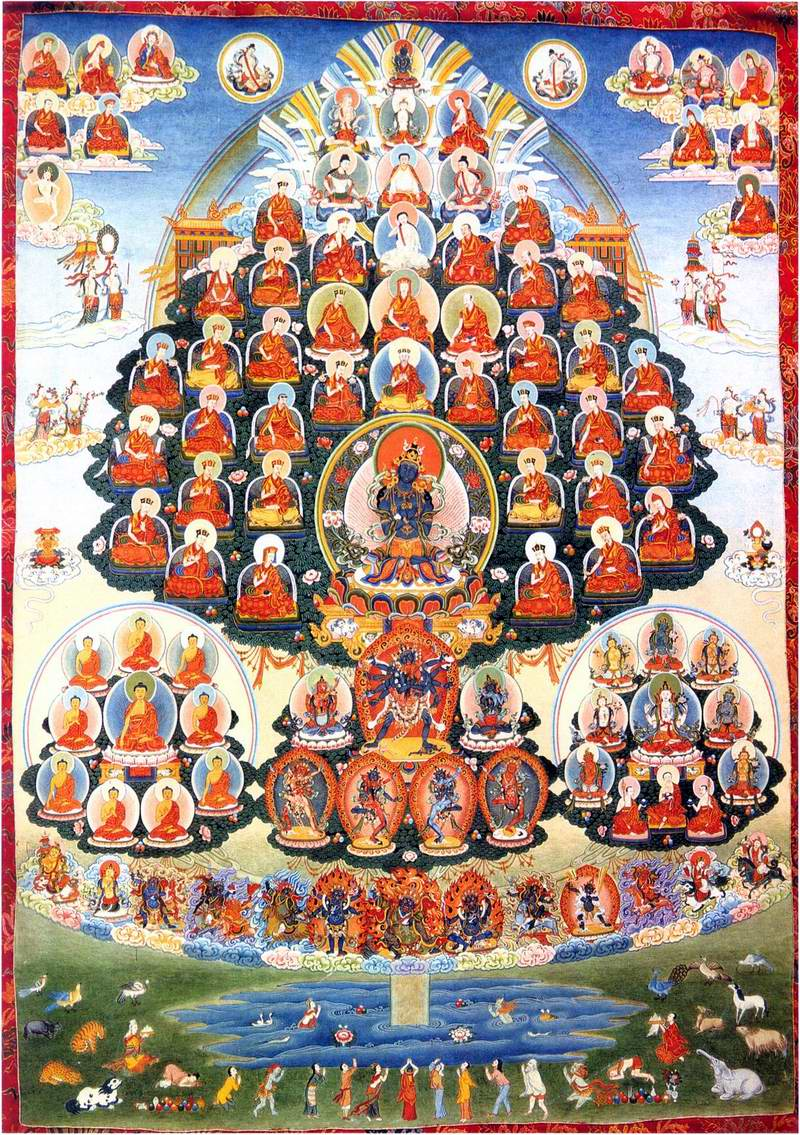
Thangka représentant l'arbre de refuge de l'école kagyu et les détenteurs de la lignée.

La lignée du Rosaire d'Or (tibétain : བཀའ་བརྒྱུད་གསེར་ཕྲེང།, Wylie : bka' brgyud gser 'phreng) est une lignée ininterrompue de maîtres et de disciples karma-kagyu remontant au Bouddha Vajradhara.
La lignée kagyu insiste sur la continuité des instructions orales transmises de maître à disciple. Cette emphase est reflétée dans la signification littérale de « Kagyu ». La première syllabe « ka » se rapporte aux textes des enseignements du Bouddha et aux instructions orales du Maître. « Ka » a le double sens de la signification éclairée donnée par les paroles du professeur, aussi bien que la force que de telles paroles de perspicacité porte. La deuxième syllabe « gyu » signifie la lignée ou la tradition. L’ensemble de ces syllabes signifie « la lignée des instructions orales ».

## Régents et chefs spirituels
Les anciens dans la lignée kagyu forment « le Rosaire d'Or ».
- Vajradhara
- Tilopa (988-1069)
- Naropa (1016-1100)
- Marpa (1012-1097)
- Milarépa (1052-1135)
- Gampopa (1079-1153)
- Le 1er Karmapa, Düsum Khyenpa (1110 - 1193)
- Drogön Rechen (1148-1218)
- Pomdrakpa (1170-1249)
- Le 2e Karmapa, Karma Pakshi (1204 - 1283)
- Orgyenpa Rinchen Pal (1230-1312)
- Le 3e Karmapa, Rangjung Dorje (1284 - 1339)
- Gyalwa Jungtonpa ou Gyalwa Yungtönpa (1296-1376)
- Le 4e Karmapa, Rolpe Dorje (1340 - 1383)
- Le 2e Shamarpa, Khachö Wangpo (1350-1405)
- Le 5e Karmapa, Deshin Shekpa (1384 - 1415)
- Ratnabhadra XVe siècle
- Le 6e Karmapa, Thongwa Dönden (1416 - 1453)
- Bengar Jampal Sangpo XVe/XVIe siècle
- Le 1er Gyaltsab Rinpoché, Paljor Dondrup (1427-1489)
- Le 7e Karmapa, Chödrak Gyatso (1454 - 1506)
- Tashi Paljor (Sangye Nyenpa) (1457-1525)
- Le 8e Karmapa, Mikyö Dorje (1507 - 1554)
- Le 5e Shamarpa, Köncho Yenlak (1526-1583)
- Le 9e Karmapa, Wangchuk Dorje (1556 - 1603)
- Le 6e Shamarpa, Mipan Chökyi Wangchuk (1584-1630)
- Le 10e Karmapa, Chöying Dorje (1604 - 1674)
- Le 7e Shamarpa, Palden Yeshé Nyinpo (1631-1695)
- Le 11e Karmapa, Yeshe Dorje (1676 - 1702)
- Le 8e Shamarpa, Chökyi Döndrup (1695-1732)
- Le 12e Karmapa, Changchub Dorje (1703 - 1732)
- Le 8e Taï Sitou Rinpoché, Situ Panchen Chökyi Jungne (1700-1774)
- Le 13e Karmapa, Dudul Dorje (1733 - 1797)
- Le 10e Shamarpa, Mipham Chödrub Gyamtso (1742-1792)
- Le 9e Taï Sitou Rinpoché, Pema Nyingche Wangpo (1774-1853)
- Le 14e Karmapa, Thekchok Dorje (1798 - 1868)
- Le 1er Jamgon Kongtrul Rinpoché, Lodrö Thaye (1813-1901)
- Le 15e Karmapa, Khakyab Dorje (1871 - 1922)
- Le 11e Taï Sitou Rinpoché, Pema Wangchuk Gyalpo (1886-1952)
- Le 2e Jamgon Kongtrul Rinpoché, Khyentse Euser (1904-1953)
- Le 16e Karmapa, Rangjung Rigpe Dorje (1924 - 1981)
- Le 12e Taï Sitou Rinpoché, Péma Tönyö Nyinjé (1954 -)[4]
- Le 17e Karmapa, Orgyen Trinley Dorje (1981 -)[4].